# Каменець (Александровський повіт)
Каменець (пол. Kamieniec) — село в Польщі, у гміні Конецьк Александровського повіту Куявсько-Поморського воєводства.
Населення — 124 особи (2011).
У 1975-1998 роках село належало до Влоцлавського воєводства.

## Демографія
Демографічна структура станом на 31 березня 2011 року:
|          | Загалом | Допрацездатний вік | Працездатний вік | Постпрацездатний вік |
| -------- | ------- | ------------------ | ---------------- | -------------------- |
| Чоловіки | 69      | 14                 | 51               | 4                    |
| Жінки    | 55      | 8                  | 35               | 12                   |
| Разом    | 124     | 22                 | 86               | 16                   |